# Казанка (Жамбильський район)
Каза́нка (каз. Қазан) — село у складі Жамбильського району Північноказахстанської області Казахстану. Адміністративний центр Казанського сільського округу.
Населення — 596 осіб (2021; 648 у 2009, 894 у 1999, 937 у 1989).
Національний склад станом на 1989 рік:
- росіяни — 54 %
- німці — 25 %.